# Macht hoch die Tür

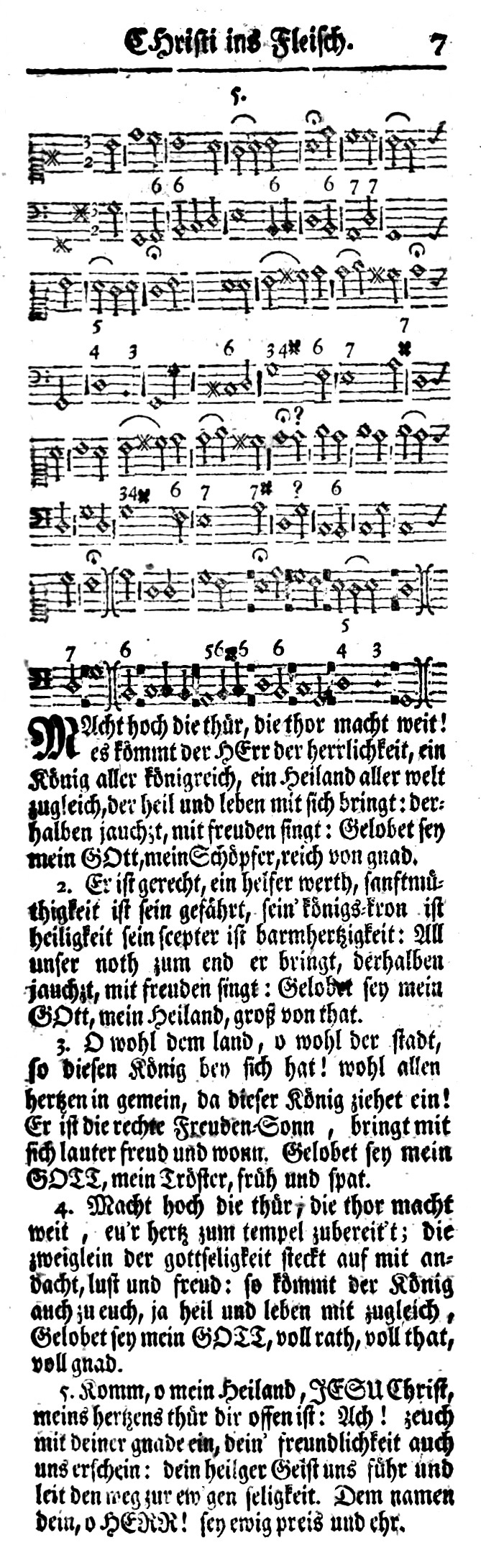
Macht hoch die Tür im Freylinghausenschen Gesangbuch, 17. Auflage 1734

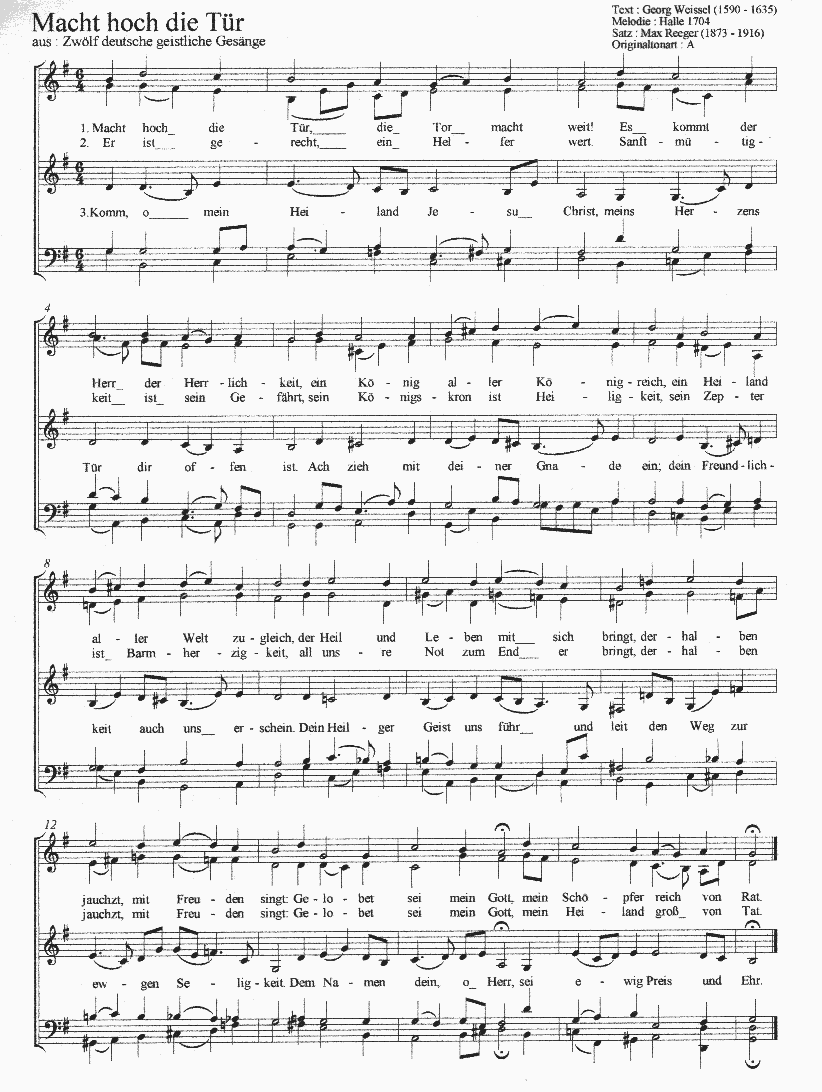
Macht hoch die Tür; fünfstimmiger Satz von Max Reger

Macht hoch die Tür, die Tor macht weit ist ein in Ostpreußen entstandenes Kirchenlied aus dem 17. Jahrhundert. Es gehört sowohl in der evangelischen Kirche (Evangelisches Gesangbuch Nr. 1), in der römisch-katholischen Kirche (Gotteslob Nr. 218; Gotteslobalt Nr. 107), in der Neuapostolischen Kirche, als auch in vielen evangelischen Freikirchen (FL Nr. 179, MG Nr. 233) zu den bekanntesten und beliebtesten Adventsliedern und wurde auch in andere Sprachen übersetzt, beispielsweise im Jahre 1853 von Catherine Winkworth ins Englische unter dem Titel Lift up your heads, ye mighty gates. Der Text stammt von Georg Weissel (1590–1635) und wurde 1623 anlässlich der Einweihung der (evangelischen) Altroßgärter Kirche in Königsberg verfasst. Die heute mit dem Text verbundene Melodie fand sich erstmals im Freylinghausen’schen Gesangbuch (1704).

## Text
1. Macht hoch die Tür, die Tor macht weit;

es kommt der Herr der Herrlichkeit,

ein König aller Königreich,

ein Heiland aller Welt zugleich,

der Heil und Leben mit sich bringt;

derhalben jauchzt, mit Freuden singt:

Gelobet sei mein Gott,

mein Schöpfer reich von Rat.

2. Er ist gerecht, ein Helfer wert;

Sanftmütigkeit ist sein Gefährt,

sein Königskron ist Heiligkeit,

sein Zepter ist Barmherzigkeit;

all unsre Not zum End er bringt,

derhalben jauchzt, mit Freuden singt:

Gelobet sei mein Gott,

mein Heiland groß von Tat.

3. O wohl dem Land, o wohl der Stadt,

so diesen König bei sich hat.

Wohl allen Herzen insgemein,

da dieser König ziehet ein.

Er ist die rechte Freudensonn,

bringt mit sich lauter Freud und Wonn.

Gelobet sei mein Gott,

mein Tröster früh und spat.

4. Macht hoch die Tür, die Tor macht weit,

eu’r Herz zum Tempel zubereit’.

Die Zweiglein der Gottseligkeit

steckt auf mit Andacht, Lust und Freud;

so kommt der König auch zu euch,

ja, Heil und Leben mit zugleich.

Gelobet sei mein Gott,

voll Rat, voll Tat, voll Gnad.

5. Komm, o mein Heiland Jesu Christ,

meins Herzens Tür dir offen ist.

Ach zieh mit deiner Gnade ein;

dein Freundlichkeit auch uns erschein.

Dein Heilger Geist uns führ und leit

den Weg zur ewgen Seligkeit.

Dem Namen dein, o Herr,

sei ewig Preis und Ehr.

## Entstehung des Textes
Der Königsberger Pfarrer Georg Weissel schrieb den Liedtext in Anlehnung an Psalm 24 im Jahre 1623 zur feierlichen Einweihung der neu errichteten Altroßgärter Kirche der Pregelstadt. Sie fand am 2. Sonntag im Advent statt. Einen Sonntag später wurde Weissel hier als erster Geistlicher eingeführt, für diesen Anlass textete er das Lied Such, wer da will, ein ander Ziel (EG 346).
Eine weit verbreitete Legende bringt das Lied mit einem Herrn Sturgis zusammen, der einen Weg zur Kirche, der vom Armenhaus über sein Grundstück führte, abgesperrt haben und von Weissel durch das Singen dieses Liedes dazu bewogen worden sein soll, die verschlossene Pforte wieder zu öffnen. Nach einer textkritischen Analyse von Harald Storz gilt die fehlende Historizität als gesichert nachgewiesen.

## Text, Form und Inhalt

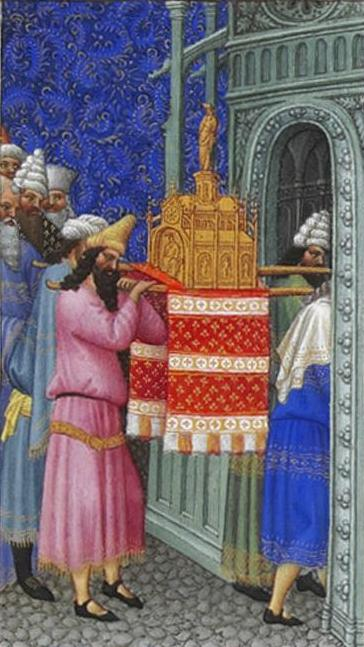
Darstellung des Einzuges der Bundeslade in den Tempel

Das Lied beginnt mit einem Zitat aus Psalm 24 in Anlehnung an die Übersetzung Martin Luthers: „Machet die Tore weit und die Türen in der Welt hoch, dass der König der Ehren einziehe!“ Ursprünglich gehört der biblische Text zu einer israelitischen Liturgie, möglicherweise anlässlich der Feier des Einzuges der die Gegenwart Gottes verkörpernden Bundeslade in den Tempel. Die Kirche griff den Text bereits früh auf und erwartete im Advent den „König der Ehren“ mit dem Ruf „Macht hoch die Tür, die Tor macht weit“.
In der Zeit ihrer Entstehung hatten sich die Verse Psalm 24,7–10,LUT  sowie die Erzählung über Jesu Einzug in Jerusalem (Mt 21,1–9 ) mit dem darin eingearbeiteten Zitat Sach 9,9  im Bewusstsein der evangelischen Kirche längst mit dem 1. Sonntag im Advent verbunden; bis zum heutigen Tage sind die biblischen Texte als Psalm bzw. als Sonntagsevangelium dieses Tages vorgesehen.
Formal und inhaltlich gehören die ersten vier Strophen eng zusammen. In Strophe 1 und 2 steht das Bild des einziehenden Königs im Mittelpunkt, in Strophe 3 und 4 sind es die Orte, an denen er einzieht. Diese werden immer persönlicher: von der „Welt“ über „Land“ und „Stadt“ zum „Herz“ des einzelnen Menschen. Der König selbst wird in Strophe 1 mit Begriffen wie „Herrlichkeit“, eines universalen Königs („König aller Königreich“) beschrieben, der „Heil“ und „Leben“ bringt. Die Begriffe „Sanftmütigkeit“, „Heiligkeit“ und „Barmherzigkeit“ (Strophe 2) beschreiben den König näher. Sein Eintreffen ist Anlass zur Freude.
In „Land“ und „Stadt“ – also in das öffentliche Leben – zieht dieser König ein (Strophe 3), aber auch in den privaten, persönlichen Bereich: in das „Herz“, das mit „Freude“ und „Wonne“ reagiert. Es handelt sich dabei um „euer Herz“ und den Einzug „zu euch“ (Strophe 4), und die Öffnung des Menschen für den König wird erwartet.
Verbunden werden die vier Strophen durch den Refrain: „Gelobet sei mein Gott“; es ist der Lobgesang eines einzelnen Menschen, der nun in den Gesang vieler Menschen einstimmt. Diese letzten zwei Zeilen bilden jeweils trinitarische Anrufung: Gott wird in den ersten drei Strophen als „Schöpfer“ (= Vater), „Heiland“ (= Sohn) und „Tröster“ (= Heiliger Geist) gelobt; in der vierten Strophe kommen dann alle drei Attribute zusammen: „voll Rat, voll Tat, voll Gnad.“
In Strophe 5 wird das Bild des Königs verlassen und der andere Titel gewählt, der aber bereits in den Strophen 1 und 2 anklingt: „mein Heiland Jesu Christ“. Zu ihm wird eine persönliche Beziehung aufgebaut, es geht um „mein Herz“, und die Sprachform wechselt in ein Gebet: „Komm, o mein Heiland Jesu Christ“. Dass solche Bitte alle Menschen meint, zeigen die Worte „dein Heilger Geist uns führ und leit“. Mit dem Lob Gottes endet diese Strophe.

## Melodie
Seine eingängige und auch über den deutschen Sprachraum hinaus beliebte Melodie hat der Text erst spät gefunden. Die ursprüngliche Vertonung von Macht hoch die Tür ist ein Chorsatz von Johann Stobäus (1580–1646), der auch die Neuausgabe des 1598 erschienenen Werks Preußische Fest-Lieder auf das ganze Jahr für 5–8 Stimmen von Johannes Eccard (1553–1611) betrieb, in deren Erstem Teil es 1642 abgedruckt ist. Diese Melodie konnte sich jedoch nicht durchsetzen.
Das von Johann Anastasius Freylinghausen (1670–1739) im Jahre 1704 erstellte Gesangbuch enthielt eine weitere Melodie, die schnell an die Stelle der bisherigen trat, schien sie doch auf den Text zugeschnitten zu sein. Ihr verdankt das Lied seine volkstümliche Beliebtheit, die es die Menschen in der Adventszeit auch außerhalb Deutschlands gerne und oft singen lässt. Der Komponist der aktuellen, im 3/4-Takt gehaltenen Melodie ist unbekannt.

## Weitere Verwendung
Versteile des Liedtextes von Macht hoch die Tür aus den Strophen 2,3 und 5 – in dieser Reihenfolge – übernahm im Jahre 1955 Paul Ernst Ruppel (1913–2006) und komponierte sie als einen dreistrophigen Kanon für drei Stimmen Er ist die rechte Freudensonn (EG 2).
Teile des Liedes sind auch in den Liedern Henkersbraut von Subway to Sally und Feiert das Kreuz von Oomph! zu finden.

## Übersetzungen
Ins Dänische übersetzt, „Gør døren høj, gør porten vid…“, umgedichtet und auf 7 Strophen erweitert von Niels Johannes Holm 1829 und seit 1845 in dänischen Kirchengesangbüchern mit einer Melodie „Genève [Genf] 1551“; bearbeitet von Nikolai Frederik Severin Grundtvig in Kirke-Aaret i Salme-Sang (Salmer og aandelige Sange III.) (das Kirchenjahr im Kirchenlied, Kirchenlieder und geistliche Lieder Band 3; Texte ohne Melodien), Kopenhagen 1873, Nr. 27 („Gjør Døren høj, gjør Porten vid…“). Aufgenommen nach einer selbständigen Tradition in Sønderjylland in das dänische Kirchengesangbuch, Den Danske Salmebog, Kopenhagen 1953, Nr. 71, und in das aktuelle Gesangbuch, Den Danske Salmebog, Kopenhagen 2002, Nr. 84. Ebenso im Gesangbuch der dänischen Heimvolkshochschulbewegung, Højskolesangbogen, 18. Ausgabe, Kopenhagen 2006, Nr. 215 (Quellenhinweise auf Weissel 1642, Holm 1829 und Melodie „Genève 1551“; kein Hinweis auf das deutsche Lied).